# 襄垣关岳庙
襄垣关岳庙，位于山西省长治市襄垣县城内（古韩镇），元泰定元年（1324年）创建。民国五年（1916年）修缮，坐东向西，中轴线上包括大殿、献殿、山门（倒座戏台），南北两侧有梳妆楼、厢房，大殿面阔五间，琉璃瓦顶。
2016年6月6日，襄垣关岳庙作为古韩镇古建筑群的一部分，公布为第五批山西省文物保护单位，编号5-76。